# Imeni V. I. Lenina
Imeni V. I. Lenina (in russo Рабо́чий посёлок и́мени В. И. Ле́нина?; Villaggio operaio che porta il nome di V. I. Lenin) è un insediamento di tipo urbano della Russia europea, situato nel rajon Baryšskij dell'oblast' di Ul'janovsk.
Si trova a sud-ovest di Baryš (centro distrettuale). Il corso del fiume Baryš lo divide dall'insediamento di Žadovka.